# Achyrolimonia atrichoptera
Achyrolimonia atrichoptera är en tvåvingeart som först beskrevs av Alexander 1930.  Achyrolimonia atrichoptera ingår i släktet Achyrolimonia och familjen småharkrankar. Inga underarter finns listade i Catalogue of Life.